# Jamila Madeira
Jamila Madeira este un om politic portughez, membru al Parlamentului European în perioada 2004-2009 din partea Portugaliei.
1. ↑  Adunarea Republicii
2. ↑   https://www.noticiasmagazine.pt/2020/jamila-madeira-a-determinada/historias/252910/ Lipsește sau este vid: |title= (ajutor)
3. ↑  Deputații în Parlamentul European